# Araneus komi
Araneus komi là một loài nhện trong họ Araneidae.
Loài này thuộc chi Araneus. Araneus komi được miêu tả năm 2001 bởi Tanikawa.